# Психологічна реабілітація
Психологі́чна реабіліта́ція (іноді соціальна реабілітація) — комплекс заходів реабілітаційної (відновлювальної) медицини спрямованих на відновлення психічних та фізичних сил в людини, яка має психічний розлад до контрольного рівня, тобто здатності працювати.

## Реалізація
Реабілітаційні заходи проводять для відновлення позитивного ставлення хворого до родини, суспільства, життя та попередження формування психічного дефекту в хворого зі схильністю до самоізолювання. Тривале активне лікування хворого приводить до компенсації психічного стану, що дає можливість хворому тримати під власним контролем остаточні прояви своєї хвороби. На цьому етапі проводять стимуляцію соціальної активності хворого з метою відновлення соціальних зв'язків з оточенням.
Реабілітаційні заходи проводяться у психіатричному стаціонарі та в амбулаторних умовах.
У здійсненні реабілітації медичний персонал відіграє важливу роль, контролюючи систематичне виконання хворим реабілітаційних заходів зі збільшення трудового навантаження, враховуючи індивідуальну схильність хворого та його інтереси.
Соціально-психіатрична реабілітація в амбулаторних умовах дає змогу хворому повернутися на попередню роботу або створює умови для раціонального працевлаштування, сприяє формуванню в хворих корисних інтересів, доцільному використанню вільного часу.

## Професійно-медична та психологічна реабілітація інвалідів
Інваліди держави мають законодавчу можливість пройти професійно-медичну та психологічну реабілітацію та набути корисну соціально-значущу професію у Всеукраїнському центрі професійної реабілітації інвалідів.

## Додаткова література

### Журнали
- Neuropsychological Rehabilitation
- Rehabilitation Psychology
- Psychiatric Rehabilitation Journal